# Heteropterys bullata
Heteropterys bullata là một loài thực vật có hoa trong họ Malpighiaceae. Loài này được Amorim mô tả khoa học đầu tiên năm 2002.